# Agag
Pour les articles homonymes, voir Agag (homonymie).
 (février 2025).
Si vous disposez d'ouvrages ou d'articles de référence ou si vous connaissez des sites web de qualité traitant du thème abordé ici, merci de compléter l'article en donnant les références utiles à sa vérifiabilité et en les liant à la section « Notes et références ».

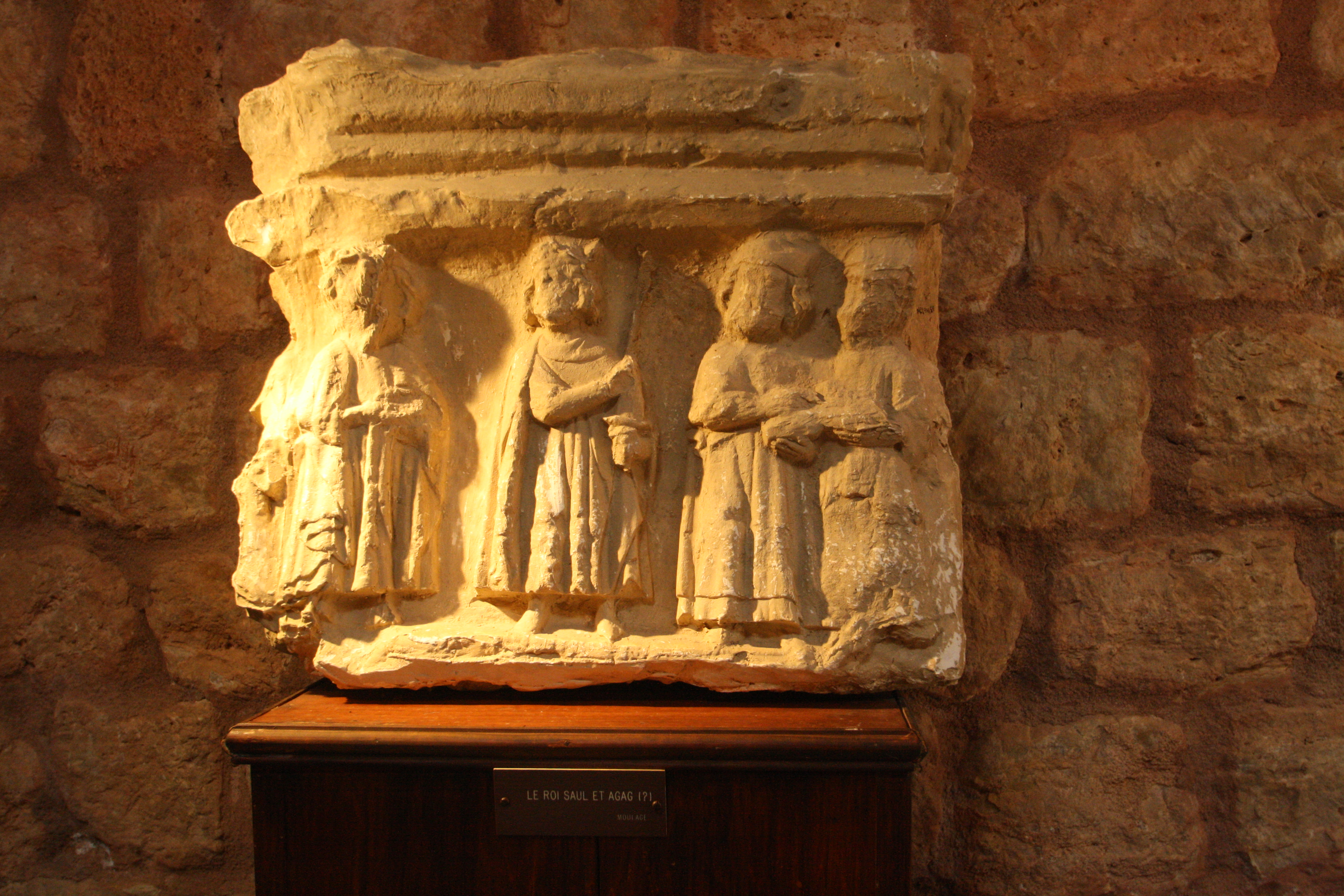
Abbaye de Fontcaude : le roi Saül et Agag.

Agag est un personnage secondaire du premier Livre de Samuel, l'un des livres constituant la Bible. Il est roi des Amalécites, vaincu par Saül puis taillé en pièces par le prophète Samuel. Son descendant Haman est un personnage du Livre d'Esther.

## Récit biblique
Premier Livre de Samuel, chapitre 15 (traduction Darby) sur Wikisource :
Et Saül frappa Amalek depuis Havila en allant vers Shur, qui est en face de l’Égypte. Et il prit vivant Agag, roi d’Amalek, et détruisit tout le peuple par le tranchant de l’épée. Et Saül et le peuple épargnèrent Agag, et le meilleur du menu et du gros bétail, et les bêtes de la seconde portée, et les agneaux, et tout ce qui était bon, et ils ne voulurent pas les détruire ; mais tout ce qui était misérable et chétif, cela ils le détruisirent.
(...)
Et Samuel dit à Saül : Arrête, et je te déclarerai ce que l’Éternel m’a dit cette nuit. Et il lui dit : Parle.
Et Samuel dit : N’est-ce pas, quand tu étais petit à tes propres yeux, tu es devenu chef des tribus d’Israël, et l’Éternel t’a oint pour roi sur Israël ?
Et l’Éternel t’avait envoyé par un chemin, et t’avait dit : Va et détruis ces pécheurs, les Amalécites, et fais-leur la guerre jusqu’à ce qu’ils soient consumés.
Et pourquoi n’as-tu pas écouté la voix de l’Éternel, et t’es-tu jeté sur le butin, et as-tu fait ce qui est mauvais aux yeux de l’Éternel ?
(...)
Et Samuel dit à Saül : Je ne retournerai point avec toi ; car tu as rejeté la parole de l’Éternel, et l’Éternel t’a rejeté pour que tu ne sois plus roi sur Israël.
(...)
Et Samuel dit : Amenez-moi Agag, roi d’Amalek. Et Agag vint à lui gaiement ; et Agag disait : Certainement l’amertume de la mort est passée.
Et Samuel dit : Comme ton épée a privé d’enfants les femmes, de même, entre les femmes, ta mère sera privée d’enfants. Et Samuel mit Agag en pièces devant l’Éternel, à Guilgal.
Sa défaite est annoncée par Balaam en Nombres 24,7 : « Son roi [de Israël] s'élèvera plus que Agag » (complété au v.20b : « La première des nations est Amalek, et sa fin sera la destruction »).